# Meloboris dimicatellae
Meloboris dimicatellae là một loài tò vò trong họ Ichneumonidae.